# Komisja Integracji Europejskiej
Komisja Integracji Europejskiej (INE) – stała sejmowa komisja II i III kadencji.

## Prezydium komisji wSejmie III kadencji
- Tadeusz Mazowiecki (UW) – przewodniczący

- Wojciech Arkuszewski (SKL) – zastępca przewodniczącego
- Jerzy Jaskiernia (SLD) – zastępca przewodniczącego
- Stanisław Kalemba (PSL) – zastępca przewodniczącego[2]

## Prezydium komisji wSejmie II kadencji
- Andrzej Grzyb (PSL) – przewodniczący
- Zygmunt Cybulski (SLD) – zastępca przewodniczącego
- Piotr Nowina-Konopka (UW) – zastępca przewodniczącego[3]